# Квапилова, Гана
Гана Квапилова (урожденная Кубешова) (чеш. Hana Kvapilová; 29 ноября 1860, Прага — 8 апреля 1907, Прага) — выдающаяся
чешская театральная актриса.

## Биография
Дочь мелкого ремесленника.
Работала пианисткой у композитора Антонина Дворжака. Затем в оркестре пражского Временного театра.
После банкротства отца с 1873 года семья жила в бедности, и она помогала ей случайными заработками. Играть на сцене начала в 1884 в самодеятельном театре Малостранска Беседа и быстро привлекла внимание своим оригинальным талантом.
С 1886 года — профессиональная актриса. С 1888 года играла на сцене Национального театра в Праге.

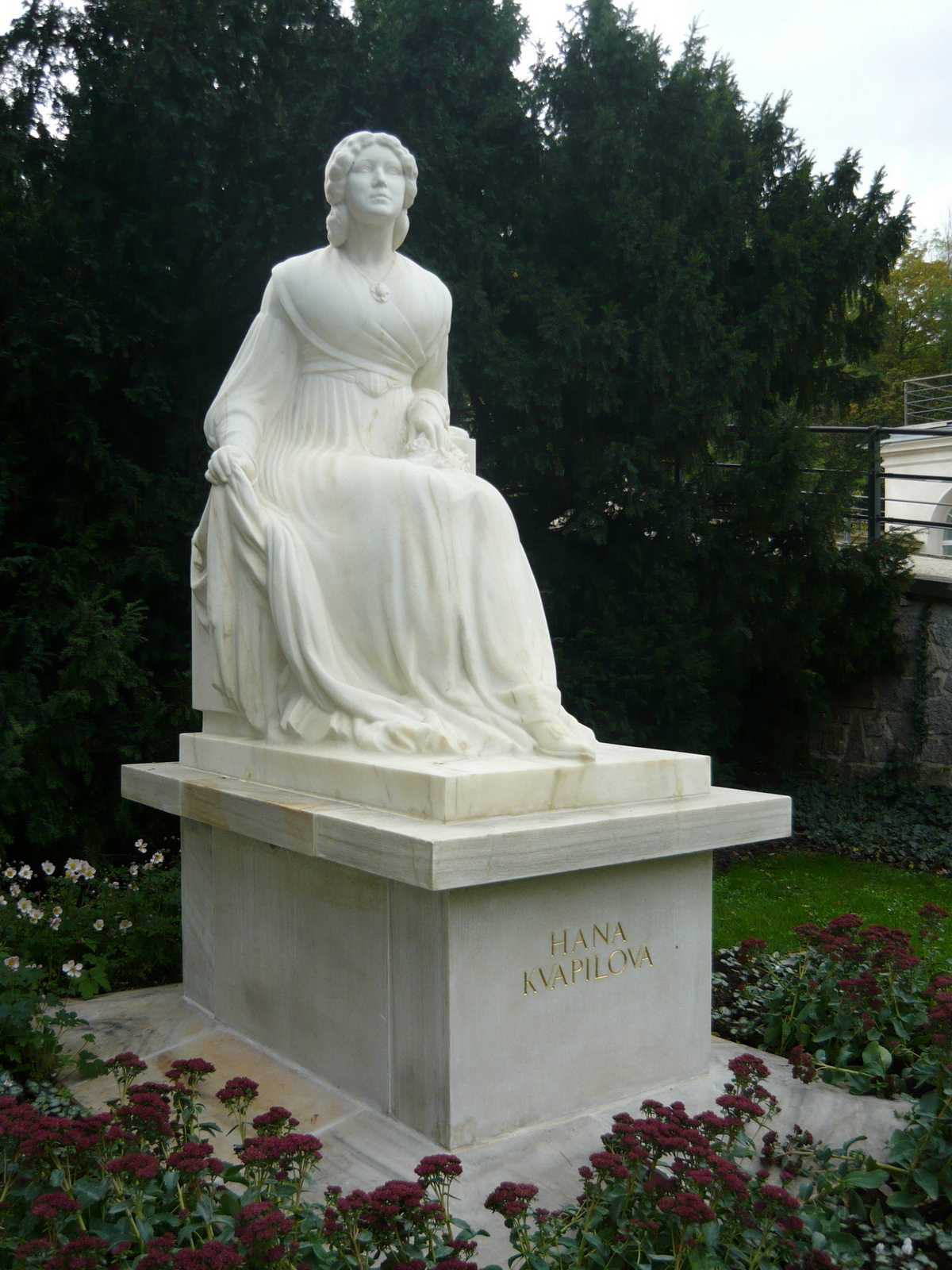
Памятник Ганы Квапиловой в Праге работы Яна Штурсы

С начала творческой деятельности восставала против сценической рутины. В 1906 была инициатором гастролей Московского Художественного театра в Праге.
Актриса утверждала на чешской сцене искусство глубокого переживания, её деятельность способствовала развитию национальной драматургии, для неё писали пьесы Я. Врхлицкий, Ю. Зейер, А. Ирасек и другие чешские драматурги.
Обогатила национальную актёрскую школу искусством переживания. Главная тема творчества — активный протест против социального бесправия, мечта о счастье и лучшей жизни.
Среди ролей: Офелия, леди Макбет («Гамлет», «Макбет» Шекспира), Йемена («Антигона» Софокла), Войнарка («Войнарка» Ирасека), Мария Стюарт («Мария Стюарт» Шиллера), Маша («Три сестры» Чехова) и др.
Часто её партнёром в спектаклях был Эдуард Воян. По словам театральных критиков «Когда она выступала, вы видели цветущие луга, слышали пение птиц, и запах весны в воздухе».
За роль в «Гамлете» Шекспира в 1902 году была награждена орденом Святого Саввы.
Была наставницей Леопольды Досталовой.
В последние годы жизни часто подвергалась критике в прессе за свои прогрессивные взгляды и феминизм.
Умерла внезапно на пике своей славы.